# Nick Jr. (Belgique francophone)
Nick Jr. est une chaîne de télévision par câble belge francophone destinée aux enfants de 3 à 6 ans. Elle a une programmation similaire à la chaîne française Nickelodeon Junior. Elle est née du bloc de programmes Nick Jr.

## Histoire
La chaîne a été lancée le 28 août 2009 sur le réseau numérique VOO, ainsi que chez Belgacom TV et Numericable Belgique.

## Programmes
Les programmes diffusés ont pour but une vision ludique et éducative auprès des téléspectateurs :
- Blaze et les Monster Machines
- La Pat' Patrouille
- Peppa Pig
- Les aventures de Paddington

Anciennement diffusés :
- Pim & Pom
- Bill junior
- Dora l'Exploratrice
- Jeu de Bleue
- Go Diego !
- Max et Ruby
- Ni Hao Kai Lan
- Rusty Rivets, Inventeur en Herbe
- Shimmer et Shine
- Top Wing
- Umizoomi
- Wonder Choux
- Zack & Quack